# ديان بيكاكوفسكي
ديان بيكاكوفسكي مواليد 12 يناير 1986 في بيتولا، جمهورية مقدونيا، هو لاعب كرة يد مقدوني يلعب كظهير أيسر. مثل منتخب مقدونيا لكرة اليد.

## سجل المنافسة
شارك في البطولات التالية:
- بطولة أوروبا لكرة اليد للرجال 2014

## روابط خارجية
- ديان بيكاكوفسكي على موقع الاتحاد الأوروبي لكرة اليد (الإنجليزية)